# Belosynapsis ciliata
Belosynapsis ciliata là một loài thực vật có hoa trong họ Commelinaceae. Loài này được (Blume) R.S.Rao mô tả khoa học đầu tiên năm 1964.